# Route nationale 524
Die Route nationale 524, kurz N 524, war von 1933 bis 1973 eine französische Nationalstraße, die zwischen Gières und Vizille verlief. Ihre Länge betrug 16 Kilometer. 1973 wurde sie zur Departementsstraße D 524 abgestuft.
Im Jahr 2004 wurde eine neue N 524 als Teil des Itinéraire à Grand Gabarit gebildet (Beschreibung und Verlauf siehe dort).